# فورس ناغليج
فورس ناغليج (مؤسسة إيرلاندية) مؤسسة عامة مسؤولة عن نشر اللغة الإيرلاندية في أنحاء جزيرة إيرلاندا و التي تشمل كل من جمهورية إيرلندا وإيرلندا الشمالية.أُنشئت المُؤسسة في الثاني من كانون الأول في عامِ 1999 متوليةً مجلِسَ اللغةِ الأيرلاندية بورد ناغليج الذي بدوره يَشمل مُوَزِعَ الكُتُبِ (أسينتش دايلوتشن ليبر)، النَاشِر (أن غم)، و لجنة المُصطَلَحَاتِ (أن كويست تيرمايكوتش). كُل واحدةٍ من هذه المجالِسِ تَعملُ رسمياً للحُكومةِ الإيرلاندِيَةِ.

## المهام
- ترويج اللغةِ الإيرلاندية
- تسهيل وتشجيع إستخدامها في المحادثةِ والكتابةِ في الحياةِ العامةِ والخاصةِ في جمهورية إيرلاندا، في سياقِ الفَصلِ الثالث مِنَ الميثاق الأوروبي للغات الإقليمية أو لغات الأقلياتِ في إيرلندا الشمالية حَيِثُ الطَلَبُ مُناسباً.
- إسداء النصيحة للإدارات والهيئاتِ العامةِ والفئاتِ الأخرى في القطاعين الخاص والتطوعي.
- الإضطلاع بمشاريعٍ داعمةٍ، والهيئاتِ والمجموعاتِ التي تُقدم المنحَ حَسَبِ الإقتضاء.
- الإضطلاع بلإبحاثِ، والحملاتِ التَرويجِيةِ، والعلاقَاتِ العاَمةِ والإعلاميةِ.
- وَضع المُصطلَحاتِ والقَواميِسِ.
- دَعم التعليم المتوسط الإيرلاندي وتَدريس الإيرلاندية.

أُنشئَ مَجلِس الوزراء الشماليّ الجنوبيّ بِموجب إتفاقيةِ جُمعةِ بلفاست عام 1998 لتطوير المشاورة، والتعاون، والعمل ضِمنَ جزيرةِ إيرلندا.كانت مجلسَ اللغةِ واحداً من الستةِ المجالسِ التنفيذيةِ الشماليةِ الجنوبيةِ والتي تَشملُ وكالتين وهما (فورس ناغليج و ذا بورد إلستر سكوتش) حَيثُ أنشئت وعملت بأسس الجُزرِ كُلها مع وجودِ صلاحيات تشغيلية واضحة، تَعمَلُ كُلها تحت سياسيةَ التوجيه العامِ لمجلسِ الوزراءِ الشماليّ الجنوبيّ مع خطوطِ مساءلةِ واضحةِ تَعودُ للمجلسِ،و البرلمان الإيرلندي، وجمعية إيرلندا الشمالية.

## أنطر إلى
- اللغة الإيرلندية وإيرلندا الشماليةِ
- الميثاق الأوروبي للغات الأقليمية ولغات الأقليات
- المجلس البريطاني الإيرلندي
- لغات في المملكةِ المتحدةِ
- إحياء اللغة
- بورد نا غايدلينغ (أسكتلندا)
- أن كويمسينر تينغا

## روابط خارجية
https://www.forasnagaeilge.ie/ ( بالأيرلاندية).
https://www.forasnagaeilge.ie/?lang=en ( بالإنجليزية).